# Стратонов, Иринарх Аркадьевич
Ирина́рх Арка́дьевич Страто́нов (10 января 1881, Казань — весна 1945, концлагерь Бухенвальд) — российский историк, профессор Казанского университета.

## Биография
Окончил исторический факультет Казанского университета, занимался изучением русской истории Средневековья и Нового времени. Защитил магистерскую диссертацию «О земских соборах».
В начале 1919 года Главное управление архивным делом назначило его на должность уполномоченного в отделе охраны и разборки архивов Казанской губернии. В августе 1920 года был избран заместителем декана историко-филологического факультета.
В ночь с 1 на 2 августа 1922 года И. А. Стратонов был арестован Татполитотделом ГПУ в Казани. Осенью 1922 года выслан из Советской России в Германию, затем переехал во Францию.
В Париже опубликовал ряд трудов по истории русской церкви. В своей наиболее известной книге «Русская церковная смута 1921—1931», впервые изданной в 1932 году, привёл интересные факты из истории взаимоотношений Русской православной церкви заграницей с московской церковной властью. Вместе с тем, он сосредоточился только на документах, подтверждающих свою идею о неправоте руководства Русской зарубежной церкви. Стремление доказать «вину» зарубежной иерархии привело автора к замалчиванию некоторых общеизвестных на тот момент документов. И. А. Стратонов не предпринял попыток беспристрастно разобраться в корнях конфликта между московской церковной властью и РПЦЗ и внутри последней.
Рассматривался в качестве кандидата для рукоположения в сан священника с последующим назначением настоятелем Трехсвятительским подворьем. Сам он понимал, что канонические препятствия к хиротонии будут использоваться против Московской Патриархии и Русской Зарубежной Церковью, и Западноевропейским экзархатом. Именно опасение нападок и стало причиной отказа Стратонова от священнического рукоположения
Организовывал сбор денег, одежды, лекарств для пленных соотечественников. В 1942 году вновь был арестован органами гестапо, теперь его обвиняли не только в сохранении советского паспорта, но и в помощи советским пленным. Он был отправлен в концентрационный лагерь, где, видимо, погиб весной 1945 года. Последнее письмо от отца из концлагеря города Раненбурга дочь Стратонова получила в марте 1945 года. Точная дата смерти и место захоронения Стратонова неизвестны.
По заключению Прокуратуры Республики Татарстан от 22 мая 1996 года реабилитирован посмертно.

## Труды
- Заметки по истории земских соборов Московской Руси. — Казань : типо-лит. Имп. ун-та, 1905. — 162, [2], VI, III с.
- К вопросу о составе и происхождении краткой редакции Русской правды. — Казань : [б. и.], 1920. — 44 с.
- Документы Всероссийской патриаршей Церкви. — Берлин, 1927.
- Очерки по истории русской церковной смуты, 1927.
- Развитие церковной смуты. — Вюрцелсдорф, 1928.
- Русская церковная смута. — Берлин, 1932.
- Происхождение современного устройства Русской Патриаршей Церкви. — Paris : YMCA press, 1933. — 16 с. — (Христианство перед современной социальной действительностью : Прил. к журн. «Путь»).
- Русская церковная смута 1921—1931 гг. // Из истории Христианской Церкви на родине и за рубежом в XX столетии : Материалы по истории Церкви. — М., 1995. — Кн. 5. — С. 29—172.